# Bahnstrecke Nógradszakál–Malé Straciny
| Kursbuchstrecke (MÁV): | 78                   |                                    |                                    |
| Kursbuchstrecke (ZSSK): | 161                  |                                    |                                    |
| Streckenlänge: | 13,035 km            |                                    |                                    |
| Spurweite: | 1435 mm (Normalspur) |                                    |                                    |
| Streckenklasse: | D4                   |                                    |                                    |
| Streckengeschwindigkeit: | 60 km/h              |                                    |                                    |
| |                      |                                    |                                    |
| \| \| \| von Lučenec \| \| \| \| 0,000 \| Nógradszakál \| Nógradszakál \| \| \| \| nach Aszód \| \| \| \| 2,442 \| Staatsgrenze Ungarn–Slowakei; Ipeľ \| Staatsgrenze Ungarn–Slowakei; Ipeľ \| \| \| 3,664 \| Bušince \| Bušince \| \| \| 8,509 \| Malé Zlievce \| Malé Zlievce \| \| \| \| vlečka Gamota a.s. \| \| \| \| 12,385 \| Malé Straciny \| Malé Straciny \| \| \| 13,035 \| Malé Straciny Výhybka č. 14 \| Malé Straciny Výhybka č. 14 \| \| \| \| nach Veľký Krtíš \| \| \| \| \| Baňa Dolina \| \| \| \| \| \| \| \| \| \| \| \| \| Quellen: [1][2] \| \| \| \| |                      |                                    |                                    |
| Strecke |                      | von Lučenec                        | von Lučenec                        |
| Bahnhof | 0,000                | Nógradszakál                       | Nógradszakál                       |
| Abzweig geradeaus und nach links |                      | nach Aszód                         | nach Aszód                         |
| Grenze | 2,442                | Staatsgrenze Ungarn–Slowakei; Ipeľ | Staatsgrenze Ungarn–Slowakei; Ipeľ |
| Haltepunkt / Haltestelle | 3,664                | Bušince                            | Bušince                            |
| ehemaliger Haltepunkt / Haltestelle | 8,509                | Malé Zlievce                       | Malé Zlievce                       |
| Abzweig geradeaus und ehemals von rechts |                      | vlečka Gamota a.s.                 | vlečka Gamota a.s.                 |
| Bahnhof | 12,385               | Malé Straciny                      | Malé Straciny                      |
| Kilometer-Wechsel | 13,035               | Malé Straciny Výhybka č. 14        | Malé Straciny Výhybka č. 14        |
| Abzweig ehemals geradeaus und nach links |                      | nach Veľký Krtíš                   | nach Veľký Krtíš                   |
| Dienststation / Betriebs- oder Güterbahnhof (Strecke außer Betrieb) |                      | Baňa Dolina                        | Baňa Dolina                        |
| |                      |                                    |                                    |
| |                      |                                    |                                    |
| Quellen: |                      |                                    |                                    |

Die Bahnstrecke Nógradszakál–Malé Straciny ist eine Eisenbahnverbindung in Ungarn und der Slowakei. Sie zweigt in Nógradszakál von der Bahnstrecke Aszód–Balassagyarmat–Lučenec ab, überquert die ungarisch-slowakische Staatsgrenze und führt im Tal des Stracinský potok nach Malé Straciny. Ihren Endpunkt hatte die Strecke im dortigen Braunkohlenwerk Baňa Dolina, das im Jahr 2015 geschlossen wurde.

## Geschichte

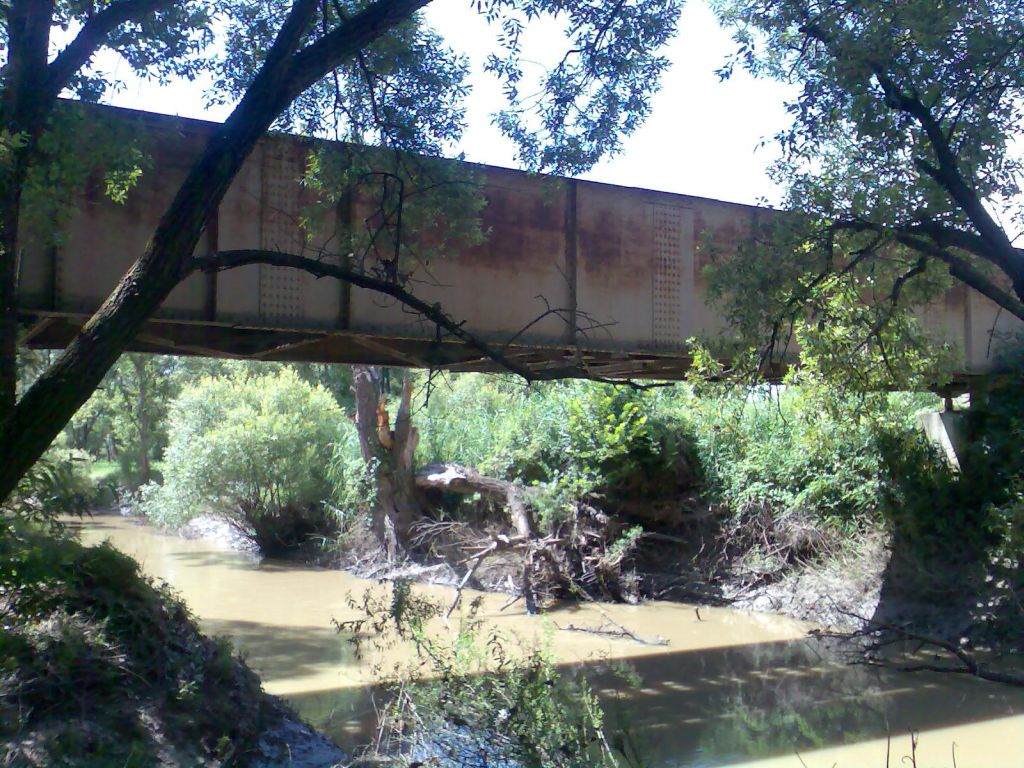
Grenzbrücke am Kilometer 2,442 über den Eipel (2010)

Um Veľký Krtíš wurde bereits seit 1854 Braunkohle in zunächst geringen Mengen abgebaut. Nach dem Zweiten Weltkrieg wurde der Bergbau 1945 in Malé Straciny wieder aufgenommen, ab 1948 auch in Pôtor.
Erste Planungen für eine Eisenbahnanbindung der Gruben stammten von 1946, als eine Eisenbahnverbindung von Lučenec nach Šahy angedacht war. Letztlich schloss man 1950 mit Ungarn einen Staatsvertrag über die Mitnutzung der vorhandenen Lokalbahn Aszód–Lučenec und den Neubau einer in Nógrádszakál abzweigenden Strecke nach Malé Straciny. Der Bau der unschwierig trassierten Strecke im Talgrund des Stracinský potok ging rasch vonstatten. Am 12. September 1951 wurde die als „Trať 1. mája“ (Strecke des 1. Mai) titulierte Strecke eröffnet. Ab 1962 hatte die Strecke ihren Endpunkt an der Verladeanlage des neu aufgebauten Braunkohlenwerkes Baňa Dolina, das fortan als zentraler Förderschacht fungierte.

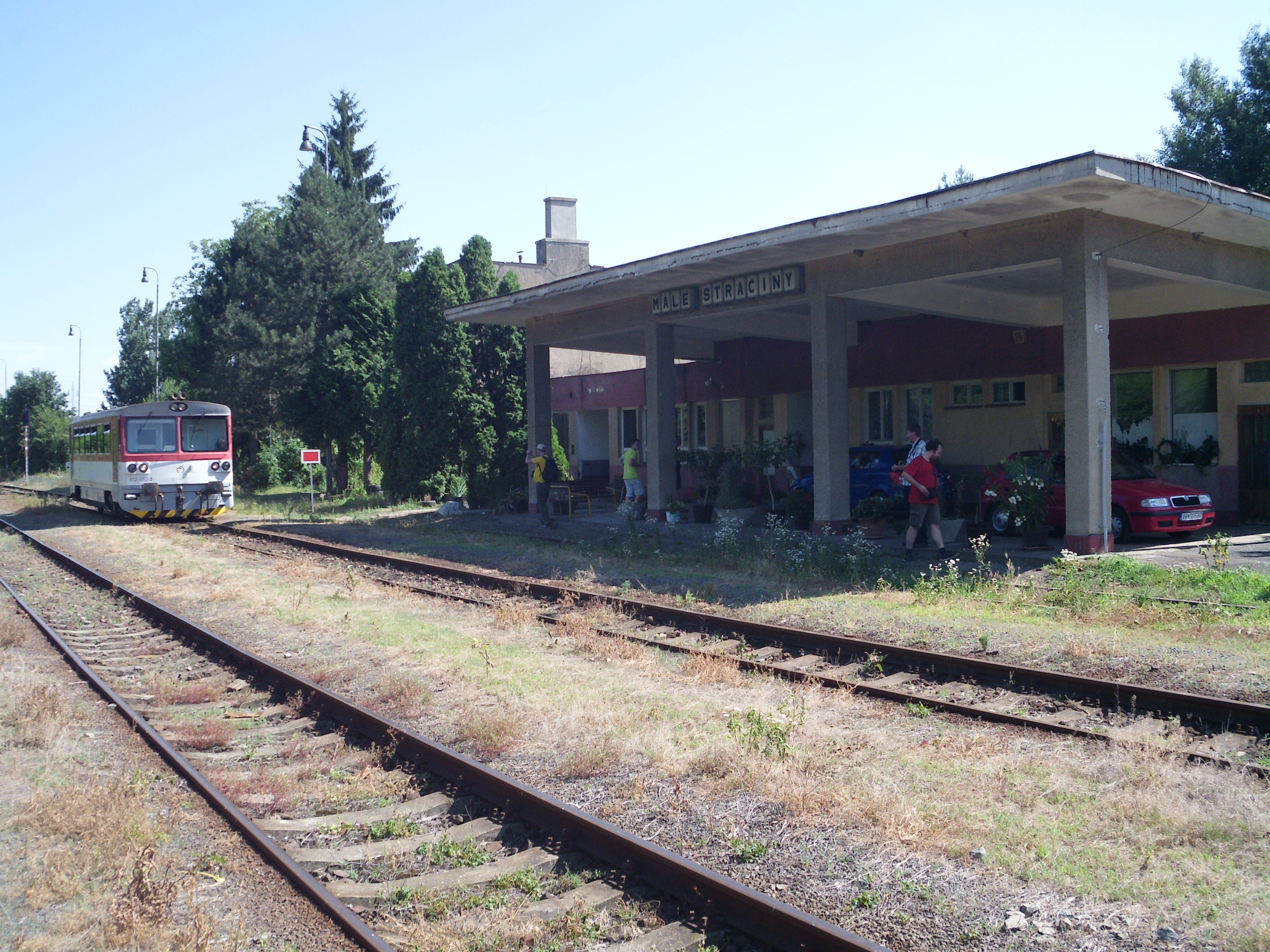
Bahnhof Malé Straciny mit einem Sonderzug (2015)

In den 1970er Jahren wurde die Bahnstrecke Malé Straciny–Veľký Krtíš gebaut, die nach den ursprünglichen Plänen weiter nach Šahy geführt werden sollte. Die Strecke zweigt am Westkopf des Bahnhofes Malé Straciny bahnlinks ab. Am 28. Februar 1978 wurde sie eröffnet.
Der Personenverkehr beschränkte sich über die gesamte Betriebszeit auf drei Personenzugpaare in der Relation Lučenec–Malé Straciny (ab 1978 bis Veľký Krtíš), die auf die Schichtwechselzeiten im Bergwerk Baňa Dolina ausgerichtet waren. Am 31. Mai 1992 wurde der Reiseverkehr wegen zu geringer Auslastung der Züge eingestellt.
Am 1. Januar 1993 ging die Strecke in Folge der Dismembration der Tschechoslowakei an die neu gegründeten Železnice Slovenskej republiky (ŽSR) über.
Am 31. März 2015 wurde das staatliche Braunkohlenwerk Baňa Dolina auf Beschluss der slowakischen Regierung wegen Unrentabilität planmäßig stillgelegt. Das Bergwerk hatte im Jahr 2012 noch 116.000 Tonnen Braunkohle gefördert und per Bahn versandt. In den 1980er Jahren lag das Maximum bei etwa eine Million Tonnen jährlich.